# Ampelion
Ampelion Tschudi, 1845 è un genere di uccelli della famiglia dei Cotingidi, proprio delle zone boschive delle Ande, in Venezuela, Colombia, Ecuador, Perù e Bolivia.

## Tassonomia
Sono state descritte due specie appartenenti a questo genere:
- Ampelion rubrocristatus (d'Orbigny e Lafresnaye, 1837) - cotinga crestarossa;
- Ampelion rufaxilla (Tschudi, 1844) - cotinga crestacastana.